# Шабадей, Валентина Евдокимовна
Валентина Евдокимовна Шабадей — закройщица Калининградской фабрики пошива и ремонта одежды по индивидуальным заказам населения Министерства бытового обслуживания населения РСФСР, Московская область. Герой Социалистического Труда (1986), депутат Верховного Совета СССР 11-го созыва (1984—1989).
Родилась 15.04.1937 в селе Немыльня Новоград-Волынского района Житомирской области. Отец погиб на фронте, а семья пережила немецкую оккупацию (1941—1944), жили в землянке.
Окончила 3 курса зоотехнического техникума (1956), вышла замуж и переехала в Московскую область. В 1957 году прошла обучение на курсах кройки и шитья в городе Калининград (с 1996 года — Королёв). Работала там же в ателье (на ул. Циолковского). Окончила курсы закройщиков в Голицынском учебном комбинате.
С 1975 года закройщица в Калининградском городском производственном объединении бытового обслуживания населения (Дом быта).
Неоднократный победитель и призёр областных и республиканских конкурсов профессионального мастерства.
Славилась отличным качеством работы: умела сделать так, чтобы одежда подчёркивала достоинства фигуры и скрывала недостатки. У неё всегда была очередь из заказчиков.
За выдающиеся производственные достижения, досрочное выполнение заданий одиннадцатой пятилетки и социалистических обязательств, большой личный вклад в повышение качества выполнения заказов и культуры обслуживания населения и проявленный трудовой героизм Указом Президиума Верховного Совета СССР от 4 августа 1986 года присвоено звание Героя Социалистического Труда с вручением ордена Ленина и золотой медали «Серп и Молот». В том же году назначена бригадиром швейной бригады.
С 1995 года — на пенсии.
Член КПСС. Депутат Верховного Совета СССР 11-го созыва (1984—1989). Депутат Калининградского городского совета девяти созывов.
Живёт в городе Королёв Московской области.
Награждена орденами Ленина (1978) и «Знак Почёта» (1971).